# Thursday (гурт)
Thursday (з англ.  — «Четвер») — американський постгардкор гурт, створений у Нью-Брансвіку, штат Нью-Джерсі, у 1997 році. До складу гурту входять Джефф Рікі (вокал), Том Кілі (гітара, бек-вокал), Стів Педулла (ритм-гітара, бек-вокал), Тім Пейн (бас) і Такер Рул (ударні).
Thursday випустили дебютний альбом Waiting наприкінці 1999 року з першим гітаристом Біллом Хендерсоном, який залишив гурт у 2000 році та був замінений Стівом Педуллою. Гурт здобув популярність після випуску другого альбому Full Collapse у 2001 році, а також випустив третій альбом і дебютний альбом на мейджор-лейблі War All the Time у 2003 році, який посів сьоме місце в чарті US Billboard Top 200 Albums. Thursday випустили четвертий альбом, A City by the Light Divided, у 2006 році та ще два альбоми, Common Existence (2009) і No Devolución (2011), перед тим, як у 2011 році гурт оголосив про невизначену перерву у своїй діяльності. У січні 2013 року в інтерв'ю Джефф Ріклі підтвердив, що гурт офіційно розпався. Однак у 2016 році гурт оголосив про возз’єднання та дав низку концертів протягом наступних кількох років. У жовтні 2018 року гурт оголосив, що їхнє возз'єднання завершиться виступом у Saint Vitus у Брукліні, Нью-Йорк 17 березня 2019 року; незважаючи на це, Thursday відіграли додаткові концерти до кінця 2019 року та відновили діяльність як гурт восени 2021 року з низкою концертних виступів, включаючи появу на Riot Fest у Чикаго.
Гурт вважався впливовим гуртом постгардкорної музичної сцени 2000-х років і визнаний одним із ключових гуртів, які популяризували похмуре емо-звучання та скримінг, які на були популярності в той час.
Thursday називають своїми натхненниками такі гурти, як Fugazi, Jawbox, At the Drive-In, Quicksand, My Bloody Valentine, Sunny Day Real Estate, The Appleseed Cast, і Sigur Rós.

## Історія

### 1997—2000: становлення таWaiting
Гурт Thursday був створений у 1997 році вокалістом Джеффом Ріклі, гітаристами Томом Кілі та Біллом Хендерсоном, басистом Тімом Пейном і барабанщиком Такером Рулом. Гурт почав грати підвальні концерти в Нью-Брансвіку та прилеглих районах Нью-Джерсі та Нью-Йорка, а свій перший офіційний виступ відіграв 31 грудня 1998 року в підвалі Ріклі разом із Midtown, Saves the Day і Poison the Well.
Гурт записував демозаписи для роздачі на концертах, а влітку 1999 року у співпраці з MP3.com випустив свій перший офіційний реліз, 1999 Summer Tour EP, який містив демозаписи пісень, що невдовзі увійшли до їхнього дебютного альбому Waiting. Альбом вийшов 6 грудня 1999 року на лейблі Eyeball Records у північному Нью-Джерсі без жодного синглу чи підтримки телебачення або радіо.

### 2001—2002:Full Collapse
У 2001 році Thursday підписав контракт з незалежним лейблом Victory Records.  Після підписання контракту їхні друзі попередили, що вони «потрапили в ситуацію, про яку будемо шкодувати». Гурт не знав, що вони мали на увазі, але думав, що все буде добре завдяки їхньому контракту з лейблом. Спочатку вони думали, що частиною контракту було те, що вони можуть підписати контракт з іншим лейблом, якщо захочуть. Однак вони зрозуміли, що в угоді було прописано, що вони можуть піти з Victory, тільки якщо приєднаються до мейджор-лейблу, що, на їхню думку, було «м’яко кажучи, надуманою ідеєю». Пізніше в тому ж році вони випустили на лейблі другий альбом Full Collapse, який зрештою посів 178 місце в чарті Billboard 200.  Перед виступом на Warped Tour гурт відвідав офіс Victory і дізнався про брендовані під Thursday подушки-пердушки (вупи), які лейбл планував продавати під час туру. Вокаліст Джефф Ріклі обговорив це питання із засновником Victory Тоні Браммелом, і, за словами гурту, він відповів, що Victory «це велика компанія, і вони не мають часу обговорювати все з усіма гуртами».
У кількох випадках гурт намагався краще прокомунікувати лейблу можливе просування. Одного разу Браммел повідомив їм, що вони не виправдовують його сподівань. Через деякий час гурт гастролював з Saves the Day. Браммел став більш позитивним у спілкуванні, часто дзвонив гурту, «щоб просто привітатися чи запитати, як йдуть продажі записів на концертах». Гурт був розчарований тим, що його позитиву «не було з самого початку... Замість того, щоб відносини Тоні з нами ґрунтувалися на любові до музики, вони ґрунтувалися виключно на цифрах». Новознайдена популярність і відраза до лейблу призвели до внутрішніх проблем, які ледь не призвели до розпаду гурту. Ця ситуація стала причиною створення мініальбому Five Stories Falling, який гурт використав для виконання контрактних зобов'язань з Victory Records. Під час живих виступів гурт регулярно просив шанувальників не купувати EP, а натомість завантажити «Jet Black New Year», єдиний новий студійний запис, який можна було знайти в EP, а решта складалась з живих виконань чотирьох пісень з Full Collapse. Поки відбувалася вся взаємодія з лейблом, з групою зв'язувалися великі лейбли. Гурт, який «[нічого] не розумів про мейджор-лейбли», розмірковував про інші незалежні лейбли, до яких вони могли б приєднатися. Однак через контракт вони не могли перейти на інший незалежний лейбл. Протягом 2001 року люди з мейджор-лейбла Island Records відвідували концерти гурту, оскільки вони почали гастролювати на повний робочий день. Незабаром після цього лейбл висловив зацікавленість у підписанні контракту з гуртом.

### 2003—2005:War All the Time
Наприкінці травня 2002 року гурт оголосив про підписання контракту з Island Records після торгів на підвищення між іншими мейджор-лейблами. До цього моменту було продано 111 000 примірників Full Collapse. 9 вересня підписання контракту з Island Records стало офіційним після переговорів щодо угоди про вихід з лейблу Victory Records. Угода вимагала від материнської компанії Island/Def Jam викупити у Victory контрактні права на наступні два альбоми гурту. Ріклі сказав, що в результаті угоди Victory Records отримав 1 200 000 доларів, що означало, що гурт буде «[оплачувати] цей рахунок, поки ми працюємо на новому лейблі». Крім того, їхні наступні два альбоми повинні були містити логотип Victory.
Очікування щодо нового альбому зростали, і Ріклі хотів, щоб він був «справді агресивним і прогресивним... і містив усі ці сміливі ідеї». У вересні та жовтні гурт вирушив в турне Plea for Peace Tour і планував розпочати роботу над наступним альбомом після його завершення. Вони сказали, що накопичили багато ідей, але не змогли над ними працювати через гастролі. У середині листопада гурт почав писати новий матеріал.
Після всього процесу запису, який тривав лише шість місяців, гурт випустив третій альбом і дебютний альбом на мейджор-лейблі, War All the Time, 16 вересня 2003 року, отримавши схвалення критиків і сильні комерційні показники. War All the Time був першим релізом, у якому Ендрю Евердінг грав на клавішних, хоча він не був офіційним учасником гурту до грудня 2004 року, коли його офіційно прийняли до гурту на різдвяному святковому шоу, яке відбулося в Starland Ballroom у Сейревіллі, Нью-Джерсі. Назва альбому, а також те, що він був випущений приблизно через два роки після терористичних атак 11 вересня 2001 року, змусили багатьох критиків вважати, що це був політичний альбом; однак Ріклі багато разів заперечував це, натомість стверджуючи, що в ньому йдеться про любов як про війну. Альбом містив два сингли: «Signals Over the Air» і «War All the Time», хоча останній отримав значно менше уваги через те, що MTV заборонило кліп за суперечливий матеріал, що містить фейкову стрічку новин, яка виглядала справжньою, і підлітків, які були мішенями для зброї.
Thursday багато гастролювали на підтримку War All the Time, виступаючи з такими гуртами, як AFI, Thrice, Coheed and Cambria. Під час цих турів Thursday виконали багато акустичних сесій у різних магазинах Tower Records та інших магазинах звукозапису. Гурт також записав живу акустичну сесію для Y100 Sonic Sessions, радіопрограми на нині неіснуючій радіостанції у Філадельфії Y100. Жива акустична версія синглу «Signals Over the Air» грала у Y100 Sonic Sessions Volume 8. Гурт випустив два мініальбоми: перший — «Live from the SoHo & Santa Monica Stores Split EP» і продавався ексклюзивно на iTunes, а другий — рекламний альбом для журналу Revolver під назвою «Live in Detroit EP».
Гурт пішов на невизначену перерву в 2004 році, посилаючись на тиск лейбла, інтенсивні гастролі та проблеми зі здоров'ям учасників як причини. Однак Thursday повернулися для благодійного виступу на підтримку нью-йоркської лікарні CBGB 25 серпня 2005 року, який транслювався в прямому ефірі на сайті CBGB.

### 2006—2008: спліт-випускA City by the Light Dividedта Envy
Восени 2005 року п'ять демозаписів Thursday було вкрадено з iPod менеджера туру гурту My American Heart, з яким Ріклі нещодавно співпрацював над піснею «We Are the Fabrication». Гурт оприлюднив заяву на своєму офіційному вебсайті, в якій зазначив, що вони розчаровані витоком незавершеного матеріалу, але вони раді, що люди так сильно цікавляться їхньою музикою. Гурт підтвердив назву одного демо «At This Velocity» і пообіцяв, що воно увійде до майбутнього альбому. Три інші пісні («The Other Side of the Crash/Over and Out (Of Control)», «Telegraph Avenue Kiss» і «Autumn Leaves Revisited») також увійдуть до альбому, а решта демо пізніше стане піснею «Last Call» у їхньому п’ятому студійному альбомі «Common Existence». Thursday спочатку гралися з ідеєю подвійного альбому, який би продовжив War All the Time, але відмовилися від цієї ідеї, повідомивши на своєму вебсайті, що, на їхню думку, «навіть The Beatles не змогли б належним чином заповнити два диски достатньою кількістю гідного матеріалу».
Thursday випустили четвертий альбом і другий випуск на мейджор-лейблі, A City by the Light Divided, 2 травня 2006 року на Island Records у США та Hassle Records у Великобританії. Альбом був спродюсований Дейвом Фрідманном, і став першим повноформатним альбомом гурту Thursday,  спродюсованим не Селом Вільянуевою. Назву придумав Джефф Ріклі, поєднавши два рядки з поеми Октавіо Паса «Сонячний камінь». Альбом був доступний для попереднього прослуховування на сторінці гурту MySpace 18 квітня 2006 року, за два тижні до його офіційного релізу. A City by the Light Divided був загалом добре прийнятий критиками і містив два сингли: «Counting 5-4-3-2-1» і «At This Velocity», хоча останній отримав значно менше уваги. Гурт покинув Island Records на початку 2007 року.
На своєму передноворічному концерті 2007 року в Starland Ballroom гурт оголосив, що буде записувати новий матеріал у 2008 році. Під час приватного концерту 3 травня 2007 року в Нью-Йорку давній друг і менеджер гурту Девід «Рев» Чанчо зробив пропозицію своїй нареченій на сцені. Thursday також провели виступ 5 травня в The Bamboozle під псевдонімом Bearfort. Thursday скасували всі гастрольні плани до осіннього туру з Circle Takes the Square та Portugal. The Man на підтримку Kill the House Lights, DVD/CD-збірки та концертного альбому, до якого увійшли демозаписи, невидані пісні, кадри з живих виступів, а також документальний фільм про гурт. Альбом був випущений 30 жовтня 2007 року на їхньому колишньому лейблі Victory Records.
Thursday анонсували 2 квітня 2008 року на MySpace і своєму офіційному сайті новий спліт-альбом з японським постгардкор гуртом Envy. Гурт дебютував із піснею з альбому наживо під час концерту в Пукіпсі 24 квітня 2008 року, а альбом Thursday / Envy був випущений на Temporary Residence Limited 4 листопада 2008 року.

### 2009—2010:Common Existence
30 вересня 2008 року гурт оголосив про підписання контракту з Epitaph Records. Щодо нового лейблу гурт заявив наступне: «Це чудове відчуття, коли лейбл заохочує вас бути більш соціально свідомими та політично активними». Thursday випустили п'ятий повноформатний альбом Common Existence 17 лютого 2009 року на лейблі Epitaph Records. У березні 2009 року в інтерв’ю Ріклі пояснив, що назва альбому відсилає до спільного досвіду людства, і що на багато пісень вплинули слова його улюблених поетів і авторів: «Майже кожна пісня з альбому пов'язана з окремим письменником. Перша пісня, „Resuscitation of a Dead Man“ натхнена новелою „Реанімація повішеного“ Деніса Джонсона. Інша пісня заснована на книзі [Мартіна Еміса] „Стріла часу“. Уся платівка також містить багато тем Роберто Боланьо, поета, який написав „Дикі детективи“ та кілька інших речей. На пісню „Circuits of Fever“ дуже вплинув [письменник] Девід Фостер Воллес». Кормак Маккарті також вплинув на Ріклі.
Thursday були хедлайнерами туру Taste of Chaos 2009 за підтримки Bring Me the Horizon, Four Year Strong, Pierce The Veil, Cancer Bats і місцевого виконавця. Гурт не був добре прийнятий у цьому турі, оскільки більшість глядачів приходили на концерти переважно послухати Bring Me the Horizon, які грали на розігріві, причому гітарист Том Кілі припускав, що близько 90 % глядачів підуть ще до їхнього виступу, і описав тур як «жахливий досвід».

### 2011—2015:No Devoluciónта розформування
Thursday записувати свій наступний альбом в липні 2010 року в Tarbox Road Studios у Фрідонії, штат Нью-Йорк, з Дейвом Фрідманном, який також був продюсером двох попередніх альбомів гурту. Їхній шостий альбом і другий реліз на Epitaph Records, No Devolución, був випущений 12 квітня 2011 року. Вокаліст Джефф Ріклі прокоментував стиль нового альбому, заявивши: «За стилем цей альбом відчувається як радикальний відхід від наших попередніх записів, але по суті він відчувається як повернення. Пісні більш вразливі, ніж вони були довгий час. [...] Поки що він дуже атмосферний і орієнтований на настрій». Ріклі також зазначив, що основною ліричною темою альбому є відданість. Thursday представили першу пісню під назвою «Turnpike Divides» на щорічному святковому шоу 30 грудня 2010 року в Starland Ballroom.
22 листопада 2011 року Thursday опублікували заяву на своєму офіційному вебсайті та у Твітеррі заяву під назвою «Thanks & Love», в якій висловили намір припинити спільну творчість. Однак заява про статус гурту була неоднозначною, в статті не було чітко вказано, чи розпадається гурт, чи йде він на невизначений термін перерви. Нижче наведено уривок зі статті:
Незважаючи на фантастичний рік, який гурт пережив у творчому плані, на особистому рівні все було не так просто. Не заглиблюючись у деталі, можна сказати, що цей рік був нескінченною низкою особистих труднощів. Ми не сварилися і все ще залишаємося близькими. Я впевнений, що ми продовжимо творити, в тій чи іншій мірі, разом. Ми говорили про те, щоб перетворити Thursday на щось інше: некомерційну організацію, гурт, який записується лише зрідка, колекцію інших проєктів... Але особисті обставини унеможливлюють продовження існування Thursday в тому дусі, який зробив його особливим.  Отже, ми зупиняємося. Принаймні, поки що.
У січні 2013 року Джефф Ріклі під час інтерв'ю заявив, що Thursday фактично розпалися, і що термін «перерва» оманливий, оскільки він використовувався лише на випадок, якщо гурт коли-небудь вирішить зіграти шоу знову. Він, однак, зазначив, що існує можливість того, що гурт гратиме концерти у майбутньому, але новий матеріал не записуватимуть.
Після розпаду Ріклі створив гурт No Devotion у 2014 році з колишніми учасниками гурту Lostprophets і продовжив свій сайд-проєкт United Nations. Такер Рул став гастролюючим барабанщиком британського бой-бенду The Wanted, поппанк-гурту Yellowcard а також працює як найманий музикант і студійний барабанщик.

### 2016—2019: возз'єднання і другий розпад
У січні 2016 року колишні учасники Thursday опублікували на Twitter-акаунті Ріклі спільну фотографію. Це породило чутки, що гурт скоро возз'єднається, проте Ріклі швидко розвіяв їх, заявивши, що їхнє спілкування було мінімальним за п'ять років після розпаду, і вони «просто нарешті полагодили деякі проблеми та загоїли деякі старі рани». Колишній агент із бронювання гурту Thursday почав заохочувати їх до возз'єднання зі свободою робити все, що їм заманеться, і без тиску, пов'язаного з написанням нового альбому.
Через два місяці Thursday оголосили, що вони возз’єднаються для участі у музичному фестивалі Wrecking Ball в Атланті, штат Джорджія, у серпні 2016 року. У заяві про шоу возз’єднання Ріклі сказав: «П’ять років тому ми визнали за необхідне припинити діяльність Thursday з причин, які від нас не залежали. На початку цього року ми змогли примирити всі наші розбіжності та провести час разом. Це життєво важлива складова того, що нам подобалося у складі Thursday, і ми раді повідомити, що відіграємо це шоу у тому ж складі, який почав гастролювати разом із Full Collapse і з тих пір спільно працював над кожним новим альбомом». Thursday погодилися виступити на Wrecking Ball лише за два дні до того, як публічно оголосили про свою участь, і рішення було прийнято після того, як організатори дозволили колективу виступити «у власному стилі, в тому числі із залученням благодійності», а також після того, як почули про сильний склад гуртів на фестивалі. До цього рішення гурт не мав наміру возз'єднуватися. Через два місяці було оголошено, що гурт виступатиме на фестивалі Riot Fest у Денвері та Чикаго у вересні, що викликало припущення, що гурт може зіграти більше концертів пізніше цього року.
15 червня офіційний Instagram гурту опублікував фотографію афіші з анонсом «повернення додому», яке відбудеться 30 грудня в Starland Ballroom. Підпис до публікації в Instagram звучав так: «Нью-Джерсі — ви не повірите, яке повернення додому ми запланували. Склад і сет-лист будуть божевільними». 6 листопада гурт зіграв на першому фестивалі Sound on Sound неподалік від Остіна, штат Техас.
31 січня 2017 року гурт оголосив про тур із 24 виступів, який пройшов в березні та квітні 2017 року. Окрім туру, Thursday був хедлайнером Northside Festival 2017 у Брукліні, Нью-Йорк.
У жовтні 2018 року гурт оголосив, що наступного року завершить своє возз'єднання, заявивши: «Коли ми припинили грати минулого разу, це було не на найкращих умовах. Цього разу ми поставили крапку в гастролях на найвищій ноті: ми є в житті один одного і можемо збиратися і грати разом за зачиненими дверима, коли захочемо. ми коли-небудь знову зможемо грати як Thursday, це буде нова, окрема глава. Дякуємо всім за ваш час, увагу та дружбу». Фінальний концерт гурту відбувся 17 березня 2019 року в Saint Vitus у Брукліні, штат Нью-Йорк.
У травні 2019 року через зростаючий тиск з боку їхньої міжнародної фан-бази, яка не мала можливості побачити тур возз’єднання, гурт оголосив, що гратиме в Німеччині, і опублікував таку заяву: «Ми дуже схвильовані та здивовані можливістю оголосити Family First Festival у Кельні. Після нашого останнього концерту ми почали розмови про всі місця, де нам не вдалося зіграти під час нашого возз’єднання. Здавалося неможливим, щоб ми всі були готові одночасно грати на концертах знову. Але коли наші старі друзі з boysetsfire попросили нас зіграти з ними на цьому фестивалі, ми побачили, що маємо рідкісну можливість досягти двох речей одночасно: відвідати країну, яка завжди була доброю до Thursday, і знову зіграти з гуртом, яким ми захоплювалися ще до того, як самі створили гурт, гуртом, який взяв нас в один із наших перших турів. Після довгих дискусій між собою ми вирішили, що є певні міста по всьому світу, в яких у нас є незавершені справи, і якщо ми виявимо, що в якийсь момент у майбутньому ми зможемо зіграти там, тоді ми це зробимо. Сподіваємося побачити вас там».
Потім вони оголосили про концерт в Ейндховені, Нідерланди, і два концерти у Великій Британії, які проходили в лондонському Electric Ballroom, у перший вечір гурт грав Full Collapse, а у другий — War All the Time, що відбулися в грудні 2019 року. Після цього вони з'явилися в The Shrine в Лос-Анджелесі 20 грудня, відкриваючи концерт возз'єднаного гурту My Chemical Romance.

### 2020—дотепер: друге повернення
Незважаючи на попередню заяву гурту про те, що їхнє возз'єднання завершиться, у червні 2020 року було оголошено, що Thursday зіграє свій перший концерт за майже два роки на Riot Fest у вересні 2021 року. Гурт возз'єднався без Евердінга, повернувшись до складу часів Full Collapse та War All the Time. У період із серпня 2020 року до квітня 2021 року гурт гурт поділився трьома віртуальними виступами під назвою Signals. Перший виступ (V1) відбувся за участю запрошеного гітариста Френка Аїро, і здебільшого складався з урізаних версій пісень гурту. Другий (V2) був святковим шоу, присвяченим пам'яті гурту, з гостями, серед яких були Аїро, Джим Ворд, Волтер Шріфельс і Бартіс Стрендж. Під час третього й останнього виступу (V3) гурт виконав Full Collapse і No Devolución повністю.
У червні 2021 року гурт виклав кавер на пісню Брюса Спрінгстіна «Dancing in the Dark» в рамках постійної серії каверів, яку очолив творчий колектив Two Minutes To Late Night. Того ж місяця вони відіграли серію живих концертів на східному узбережжі та середньому заході США, з Taking Back Sunday і Piebald.
У жовтні 2021 року гурт потрапив до книги Дена Оззі «Sellout: The Major Label Feeding Frenzy That Swept Punk, Emo, And Hardcore 1994–2007». До книги увійшла глава про дебютний альбом гурту на мейджор-лейблі War All the Time, також фотографія гурту з живого виступу, яка слугує обкладинкою книги. У липні 2022 року гурт став хедлайнером філадельфійського фестивалю This is Hardcore Fest, зігравши Full Collapse повністю.
У вересні 2022 року гурт приєднався до My Chemical Romance як гість в їхньому північноамериканському турі на сім концертів. В останній вечір туру Thursday з My Chemical Romance на сцену вийшов Джерард Вей, щоб виконати «Jet Black New Year», пісню, в якій Вей виступає в оригінальному записі з мініальбому Five Stories Falling 2002 року. Під час виступу My Chemical Romance на сцені з'явився Ріклі, який виконав «This Is The Best Day Ever»,  пісню, в якій Ріклі співав у дебютному альбомі 2002 року I Brought You My Bullets, You Brought Me Your Love. Також Thursday представив Ентоні Гріна, який співав «Understanding In A Car Crash» під час їх вступного сету.

## Логотип

Логотип Thursday у вигляді голуба

Thursday використовував логотип у вигляді голуба, який зображений на більшості обкладинок і товарів гурту. Вважається, що голуб був задуманий гітаристом Томом Кілі в гастрольному автобусі за деякий час до запису Full Collapse. Текст пісні «Cross Out the Eyes» з цього альбому двічі згадує голуба, але невідомо, чи був цей текст натхненний зображенням голуба, чи навпаки. Логотип вперше використали на обкладинці альбому «War All the Time» у 2003 році, з'являвся на обкладинках усіх альбомів та синглів гурту до 2011 року, коли він був відсутній на обкладинці їхнього шостого і останнього альбому «No Devolución».
Гурт також використовував другий логотип — червоне яблучко з маленьким шевроном під ним. Цей логотип вперше з’явився на обкладинці альбому A City by the Light Divided у 2006 році, а також на сувенірній продукції, пов'язаній з альбомом. Його також можна побачити на тлі обкладинки альбому Kill the House Lights.
Крім того, Шепард Фейрі (творець бренду одягу Obey) створив для гурту обкладинку з новим логотипом голуба, який використовувався на інших роботах Фейрі.

## Склад
| Поточний склад - Том Кілі – соло-гітара, бек-вокал (1997–2011, 2016–2019, 2020–дотепер) - Тім Пейн – бас (1997–2011, 2016–2019, 2020–дотепер) - Джофф Ріклі – ведучий вокал (1997–2011, 2016–2019, 2020–дотепер) - Такер Рул – ударні (1997–2011, 2016–2019, 2020–дотепер) - Стів Педулла – ритм-гітара, бек-вокал (2000–2011, 2016–2019, 2020–дотепер) Поточні гастрольні музиканти - Норман Бренон – гітара (2021–дотепер) - Стюарт Річардсон – бас (2017, 2022-дотепер) | Колишні учасники - Білл Гендерсон – ритм-гітара, бек-вокал (1997–2000) - Ендрю Евердінг – клавішні, синтезатор, бек-вокал (2004–2011, 2016–2019) Колишні гастрольні учасники - Лукас Превін – бас (2011) - Брукс Тіптон – клавішні, синтезатор (2011–2012) |

## Дискографія
- Waiting (1999)
- Full Collapse (2001)
- War All the Time (2003)
- A City by the Light Divided (2006)
- Common Existence (2009)
- No Devolución (2011)